# Aconitum apetalum
Aconitum apetalum là một loài thực vật có hoa trong họ Mao lương. Loài này được (Huth) B.Fedtsch. mô tả khoa học đầu tiên năm 1937.